# Washington Union Station

Panorámafotó a pályaudvar váróterméről

A Washington Union Station egy vasúti fejpályaudvar az Amerikai Egyesült Államok fővárosában, Washingtonban.
A Washington Union Station, helyi nevén Union Station, Washington egyik fő vasútállomása, közlekedési csomópontja és szabadidős célpontja. A Daniel Burnham által tervezett és 1907-ben megnyitott állomás az Amtrak központja, a vasúttársaság második legforgalmasabb állomása és Észak-Amerika 10. legforgalmasabb vasútállomása. Az állomás az északkeleti folyosó déli végállomása, amely egy villamosított vasútvonal, amely északra húzódik olyan nagyvárosokon keresztül, mint Baltimore, Philadelphia, New York City és Boston, és az ország legforgalmasabb személyszállító vasútvonala. 2015-ben valamivel kevesebb, mint ötmillió utast szolgált ki.
A Union Station intermodális létesítményként a MARC és a VRE elővárosi vasúti járatokat, a washingtoni metrót, a DC Streetcar-t, a távolsági buszjáratokat és a helyi Metrobus buszokat is kiszolgálja. Az IATA repülőtéri kódja ZWU.
A forgalom csúcsán, a II. világháború idején, egyetlen nap alatt 200 000 utas fordult meg az állomáson. 1988-ban egy fejépületszárnyat építettek hozzá, és az eredeti állomást felújították, hogy bevásárlóközpontként használják. Az eredeti állomáson egy bevásárlóközpontot alakítottak ki. 2014-ben a Union Station az Egyesült Államok egyik legforgalmasabb vasúti létesítménye és bevásárlóközpontja volt, évente több mint 40 millióan látogatták meg, azonban a COVID-19 világjárvány és más tényezők miatt a kiskereskedelem és az éttermi kínálat erősen visszaesett; 2022 végére az üzlethelyiségek több mint fele üresen állt, de az Amtrak megpróbálja visszaszerezni az állomás irányítását, és jelentős felújítást és bővítést tervez.